# مجلس الشيوخ الكولومبي

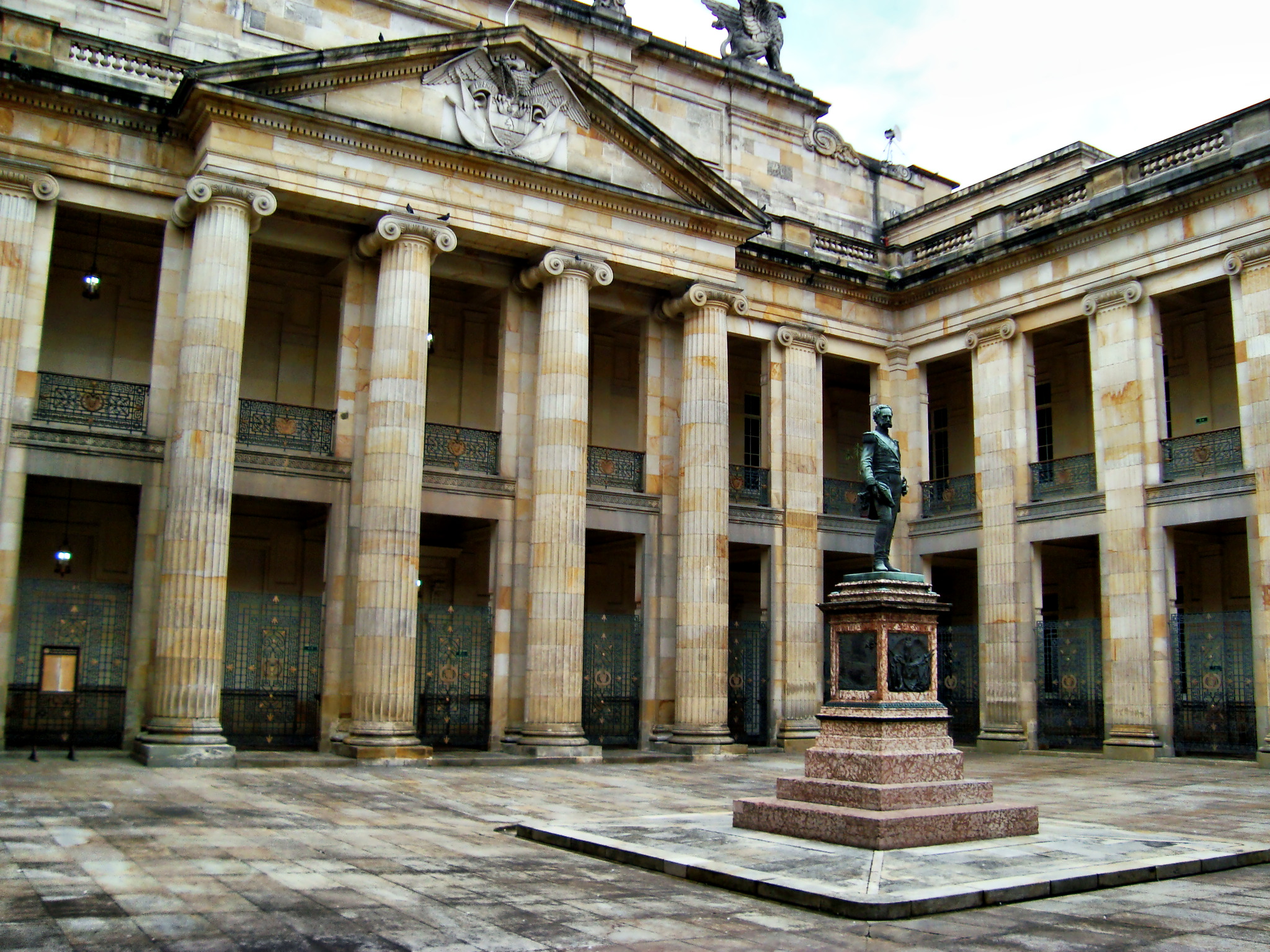
البرلمان الوطني في بوغوتا

مجلس الشيوخ الكولومبي (الإسبانية: Senado de la República de Colombia) هو المجلس الأعلى في كولومبيا، أما المجلس الأدنى فهو مجلس النواب الكولومبي، وهو أحد مجلسي الكونغرس. ويبلغ عدد أعضاء مجلس الشيوخ الكولومبي 102 عضوا منتخبا لمدة أربع سنوات متزامنة (غير متناوبة) ينتخبون بالاقتراع العام المباشر.
ووفقا للدستور الكولومبي لعام 1991، يتم انتخاب 100 من أعضاء مجلس الشيوخ من القوائم الوطنية عن طريق التمثيل النسبي وذلك من دائرة انتخابية وطنية واحدة. ويتم انتخاب العضوين المتبقيين في دائرة وطنية خاصة بالسكان الأصليين.

## أنظر كذلك
- الدستور الكولومبي لعام 1991
- التاريخ الدستوري لكولومبيا
- قائمة رؤساء مجلس الشيوخ في كولومبيا
- الكونغرس الكولومبي
- مجلس النواب الكولومبي
- السياسية في كولومبيا
- مجالس الدول التشريعية